# Star Wars: Jedi Power Battles
Star Wars Episodio I: Jedi Power Battles es un juego de aventura y acción basado en la película Star Wars Episodio I: La amenaza fantasma. El videojuego salió a la venta para las consolas PlayStation, Dreamcast y Game Boy Advance (en el caso del Game Boy Advance el juego se titula Star Wars: Jedi Power Battles)

## Trama
El juego sigue la trama de la película Star Wars Episodio I: La amenaza fantasma.
Los jugadores pueden escoger uno de los 5 personajes jugables. El arma primaria del jugador es su sable de luz. El jugador puede realizar acciones como brincar, correr, entre otras. El sable de luz permite atacar a los enemigos así como bloquear ataques de los últimos.
En todas las versiones la campaña también puede ser completada en modo cooperativo. La versión para Dreamcast incluye un modo de entrenamiento y otro para duelos de sables multijugador.

## Personajes
Los siguientes personajes son jugables en el videojuego:
- Obi-Wan Kenobi
- Qui-Gon Jinn
- Mace Windu
- Adi Gallia (no disponible en GBA)
- Plo Koon (no disponible en GBA)

### Personajes secretos
Los siguientes personajes pueden ser desbloqueados al completar el juego:
- Reina Amidala (Se desbloquea completando el juego como Obi-Wan)(no disponible en GBA)
- Capitán Panaka (Se desbloquea completando el juego como Obi-Wan)(no disponible en GBA)
- Darth Maul (Se desbloquea completando el juego como Qui-Gon Jinn) (En la versión de GBA se desbloquea completando el juego con cualquier personaje) (En la versión de Dreamcast porta el sable doble y en la versión de Play Station un sable simple)
- Ki-Adi-Mundi (Solo disponible en la versión de Dreamcast)(Se desbloquea completando el modo entrenamiento con cualquier personaje)

### Niveles
El juego incluye 10 niveles en modo historia, y 4 niveles extra desbloqueables de minijuegos.
La versión de Dreamcast incluye un modo VS y modo entrenamiento.